# Polystepha quercus
Polystepha quercus är en tvåvingeart som beskrevs av Jean-Jacques Kieffer 1897. Polystepha quercus ingår i släktet Polystepha och familjen gallmyggor. Inga underarter finns listade i Catalogue of Life.